# Euhiracia conspersa
Euhiracia conspersa är en insektsart som beskrevs av Melichar 1908. Euhiracia conspersa ingår i släktet Euhiracia och familjen Dictyopharidae. Inga underarter finns listade i Catalogue of Life.